# Eulophus mundus
Eulophus mundus är en stekelart som beskrevs av Statz 1938. Eulophus mundus ingår i släktet Eulophus och familjen finglanssteklar.
Artens utbredningsområde är Tyskland. Inga underarter finns listade i Catalogue of Life.